# Implicación en un proyecto
La implicación en un proyecto, según la International Project Management Association (IPMA), es la aceptación del compromiso que conlleva un proyecto por parte del  director del proyecto, del personal interno y del personal asociado.
El compromiso hace que la gente crea en el proyecto y se implique de forma activa con el mismo. Para ello es necesario que el director de proyecto sea capaz de transmitir su visión para motivar al resto del equipo para alcanzar juntos un objetivo en común. La motivación y el compromiso del equipo dependerá en gran medida de la unión de sus componentes y su capacidad de enfrentarse a los altibajos que se vayan presentando.
Un compromiso honesto por parte de todos los individuos, incrementará la motivación por implicarse todavía más en el proyecto, traduciéndose en un buen ambiente de trabajo y aumento de la productividad de las personas y del equipo en conjunto de forma sinérgica.
Para poder motivar a cada individuo de manera adecuada, el director de proyecto deberá estudiar cada caso y ser consciente en todo momento de las capacidades, habilidades, experiencia, circunstancias y motivaciones intrínsecas de cada una de las personas que estén a su cargo.

## Métrica de la implicación en un proyecto
La implicación de los miembros en un proyecto puede ser medida con algunos de los siguientes factores:
- Nivel de conocimiento, comprensión y asimilación procesos, objetivos y responsabilidades
- Nivel de participación activa y sostenida[2]

### Habilidades de un director de proyecto para implicar a otros en un proyecto
Para evaluar la capacidad de un director de proyecto para implicar y motivar a la gente que tiene a su cargo habrá que analizar en especial las habilidades siguientes:
- Interpersonales: comprensión, empatía, tacto, cortesía, capacidad de tratar con todo tipo de personas (difíciles, hostiles o desinteresadas)
- Liderazgo: capacidad de influenciar, motivar o impulsar a acometer retos a otros; capacidad de adaptar el estilo de lideazgo a cada situación
- Expresión oral: capacidad de expresar ideas o hechos a terceros teniendo en cuenta el contexto, la audiencia y el tipo de información; capacidad de hacer presentaciones orales convincentes; capacidad de escuchar y de responder adecuadamente
- Resolución de problemas y conflictos: capacidad de mitigar conflictos; flexibilidad y capacidad de adaptación a cambios
- Creación de equipos: capacidad de guiar, inspirar y motivar a otros para alcanzar un objetivo; capacidad de mantener relaciones de trabajo cooperativas; capacidad de fomentar y facilitar la cooperación dentro de la organización y con grupos de clientes; capacidad de fomentar el compromiso, el espíritu de equipo, el orgullo y la confianza; capacidad de desarrollar el liderazgo en otros (a través de guiado, coaching y mentorización)[3]

Según las teorías de contenido sobre la motivación (aquellas que se centran en factores intrínsecos a la persona que estimulan, orientan, mantienen y detienen la conducta) para que un gestor sea eficiente a la hora de motivar e implicar a su equipo debería:
- Determinar las necesidades que ponen en marcha el rendimiento deseado y las conductas grupales y personales.
- Poder ofrecer recompensas significativas que ayuden al empleado a satisfacer sus necesidades.
- Saber en qué momento debe ofrecer recompensas apropiadas para optimizar el rendimiento
- No dar por supuesto que las carencias de una persona se repetirían siguiendo una pauta regular. Ya que dependen de la experiencia, los acontecimientos, los cambios culturales y ambientales, etc.[4]

Frederick Herzberg propone una teoría de la motivación en el trabajo, enfatizando que las personas se caracterizan por dos tipos de necesidades que afectan de manera diversa el comportamiento humano:
- Factores higiénicos o factores extrínsecos, están relacionados con la insatisfacción, se localizan en el ambiente que rodea a las personas y abarca las condiciones en que desempeñan su trabajo. Como esas condiciones son administradas y decididas por la empresa, los factores higiénicos están fuera del control de las personas. Los principales factores higiénicos son: el salario, los beneficios sociales, el tipo de dirección o supervisión que las personas reciben de sus superiores, las condiciones físicas y ambientales de trabajo, las políticas y directrices de la empresa, el clima de relaciones entre la empresa y las personas que en ella trabajan, los reglamentos internos, el estatus y el prestigio, y la seguridad personal, etc.
Estos factores son esencialmente preventivos, ya que evitan la insatisfacción pero a su vez no provocan ninguna satisfacción añadida.
- Factores motivacionales o factores intrínsecos, estos factores están más relacionados con la satisfacción en el cargo y con las diferentes tareas que la persona como trabajador desempeña. Por tanto estos factores están controlados por el propio individuo, pues se relacionan con aquello que él hace y desempeña. Los factores motivacionales involucran los sentimientos relacionados con el crecimiento y desarrollo personal, el reconocimiento profesional, las necesidades de autorrealización, la mayor responsabilidad y dependen de las tareas que el individuo realiza en su trabajo.
El efecto de los factores citados anteriormente es que cuando son adecuados provocan la satisfacción en las personas, sin embargo cuando no existen o son precarios no ejercen ninguna influencia en la motivación.
Herzberg consideraba que la relación de un individuo con su trabajo es fundamental y que su actitud hacia el trabajo puede determinar su éxito o fracaso. Según él los factores que conducen a la satisfacción son distintos que los que provocan descontento en el trabajo.
Como conclusión podemos decir que enriqueciendo las tareas producimos efectos satisfactorios como el aumento de la motivación y la productividad, reduciendo además el ausentismo y la rotación del personal.

### Gestor implicado: <<automotivación>>
La automotivación del gestor de proyecto es clave para su implicación en un proyecto. Estos gestores automotivados cumplen con las siguientes características:
- Tienen confianza en sí mismos.
- Son capaces de asumir riesgos.
- Llevan a cabo procesos eficaces de toma de decisiones.
- Comparten su poder con otros.

El éxito en la preparación de gestores que cumplan estas características contriburirá a la supervivencia a la largo plazo de la organización en un medio ambiente cada vez más hostil y sin duda es clave para el éxito del proyecto.

### Planificación y evaluación
Para alcanzar objetivos determinados es requisito indispensable disponer de una planificación adecuada y un seguimiento apropiado. A menudo los planes son adecuados, pero fallan a la hora del seguimiento. Por ello es importante que el director de proyecto se fije unos objetivos y vaya haciendo un seguimiento continuo del mismo.
La forma en que el director de proyecto puede llevar a cabo la medición de estas implicaciones es un tema altamente tratado y bastante complicado, en la actualidad la forma más efectiva para poder medir estos factores es llevar a cabo encuestas de clima tanto internamente como externamente, de este modo se puede llegar a cuantificar y obtener resultados sobre el compromiso y la motivación de las personas comparándolos con encuestas pasadas y teniendo claro los objetivos que queremos alcanzar.